# Madman (Rapper)
MadMan (* 25. Juli 1988 in Grottaglie, Provinz Tarent, als Pierfrancesco Botrugno) ist ein italienischer Rapper.

## Karriere
MadMan begann in den späten 2000er-Jahren, in Freestyle-Wettbewerben auf sich aufmerksam zu machen. In Eigenproduktion veröffentlichte er mehrere Mixtapes und Demos. 2010 debütierte er schließlich beim unabhängigen Label Honiro mit dem ersten Album Escape from Heart. Danach begann er eine Zusammenarbeit mit dem Rapper Gemitaiz und veröffentlichte mit diesem zunächst 2011 das Mixtape Haterproof und 2012 die EP Detto, fatto. 2013 erschien mit MM vol. Mixtape ein weiteres Solo-Mixtape von MadMan, Ende des Jahres wechselte er zum Label Tanta Roba von DJ Harsh. Wieder zusammen mit Gemitaiz veröffentlichte er 2014 das Kollaboalbum Kepler, das die Spitze der Albumcharts erreichen konnte. Einen weiteren Nummer-eins-Erfolg hatte MadMan auch 2015 mit dem Soloalbum Doppelganger. 2016 brachte er MM vol. 2 mixtape heraus, 2018 kehrte er mit dem nächsten Album Back Home an die Chartspitze zurück.

## Diskografie

### Alben und EPs
| Jahr | Titel Musiklabel                    | Höchstplatzierung, Gesamtwochen, AuszeichnungChartplatzierungen (Jahr, Titel, Musiklabel, Platzierungen, Wochen, Auszeichnungen, Anmerkungen) | Höchstplatzierung, Gesamtwochen, AuszeichnungChartplatzierungen (Jahr, Titel, Musiklabel, Platzierungen, Wochen, Auszeichnungen, Anmerkungen) | Anmerkungen                                                                     |
| Jahr | Titel Musiklabel                    | IT | CH | Anmerkungen                                                                     |
| ---- | ----------------------------------- | --- | --- | ------------------------------------------------------------------------------- |
| 2012 | Detto, fatto. (EP) Tanta Roba (UMG) | IT24 (2 Wo.)IT | — | Erstveröffentlichung: 30. November 2012 Gemitaiz & MadMan                       |
| 2014 | Kepler Tanta Roba (UMG)             | IT1 Platin · (45 Wo.)IT | — | Erstveröffentlichung: 27. Mai 2014 Verkäufe: + 50.000; Gemitaiz & MadMan        |
| 2015 | Doppelganger Tanta Roba (UMG)       | IT1 Gold · (11 Wo.)IT | — | Erstveröffentlichung: 11. September 2015 Verkäufe: + 25.000                     |
| 2018 | Back Home Tanta Roba (UMG)          | IT1 Platin · (50 Wo.)IT | — | Erstveröffentlichung: 2. Februar 2018 Verkäufe: + 50.000                        |
| 2019 | Scatola nera Tanta Roba (UMG)       | IT1 ×2Doppelplatin · (53 Wo.)IT | CH99 (1 Wo.)CH | Erstveröffentlichung: 19. September 2019 Gemitaiz & Madman; Verkäufe: + 100.000 |
| 2024 | Lonewolf Tanta Roba (UMG)           | IT4 (5 Wo.)IT | — | Erstveröffentlichung: 30. Mai 2024                                              |

### Mixtapes
| Jahr | Titel                                | Höchstplatzierung, Gesamtwochen, AuszeichnungChartplatzierungen (Jahr, Titel, Platzierungen, Wochen, Auszeichnungen, Anmerkungen) | Höchstplatzierung, Gesamtwochen, AuszeichnungChartplatzierungen (Jahr, Titel, Platzierungen, Wochen, Auszeichnungen, Anmerkungen) | Anmerkungen                                                |
| Jahr | Titel                                | IT | CH | Anmerkungen                                                |
| ---- | ------------------------------------ | --- | --- | ---------------------------------------------------------- |
| 2016 | MM volume 2 Mixtape Tanta Roba (UMG) | IT42 Platin · (25 Wo.)IT | — | Erstveröffentlichung: 11. November 2016 Verkäufe: + 50.000 |
| 2019 | MM volume 3 Tanta Roba (UMG)         | IT2 Gold · (34 Wo.)IT | — | Erstveröffentlichung: 1. Februar 2019 Verkäufe: + 25.000   |
| 2021 | MM volume 4 Tanta Roba (UMG)         | IT2 Gold · (17 Wo.)IT | CH68 (1 Wo.)CH | Erstveröffentlichung: 12. November 2021 Verkäufe: + 25.000 |

Weitere Mixtapes
- 2007: Riscatto (mit TempoXso)
- 2007: Prequel (mit Esse-P)
- 2008: R.I.P.
- 2011: Haterproof (mit Gemitaiz)
- 2013: MM vol. 1 Mixtape

### Singles
| Jahr | Titel Album                      | Höchstplatzierung, Gesamtwochen, AuszeichnungChartsChartplatzierungen (Jahr, Titel, Album, Platzierungen, Wochen, Auszeichnungen, Anmerkungen) | Anmerkungen                                                                                  |
| Jahr | Titel Album                      | IT | Anmerkungen                                                                                  |
| --- | -------------------------------- | --- | -------------------------------------------------------------------------------------------- |
| 2013 | Non se ne parla Kepler           | IT12 Gold · (1 Wo.)IT | Erstveröffentlichung: 2. April 2014 Gemitaiz & MadMan Verkäufe: + 25.000                     |
| 2013 | Come ti fa Mad MM vol. 1 Mixtape | IT74 (1 Wo.)IT | in den Albumcharts platziert                                                                 |
| 2017 | Trapano Back Home                | IT3 Platin · (7 Wo.)IT | Erstveröffentlichung: 17. November 2017 Verkäufe: + 50.000                                   |
| 2018 | Centro Back Home                 | IT10 Platin · (12 Wo.)IT | Erstveröffentlichung: 26. Januar 2018 Verkäufe: + 50.000; feat. Coez                         |
| 2018 | 7/8 sour MM volume 3             | IT49 (1 Wo.)IT | Erstveröffentlichung: 14. Dezember 2018                                                      |
| 2019 | Supernova MM volume 3            | IT17 Gold · (5 Wo.)IT | Erstveröffentlichung: 19. Januar 2019 Verkäufe: + 35.000; feat. Emis Killa                   |
| 2019 | Veleno 7 Scatola Nera            | IT1 ×2Doppelplatin · (20 Wo.)IT | Erstveröffentlichung: 7. Juni 2019 Verkäufe: + 200.000; mit Gemitaiz                         |
| 2019 | Scatola nera Scatola Nera        | IT13 Gold · (3 Wo.)IT | Erstveröffentlichung: 20. September 2019 Verkäufe: + 35.000; Gemitaiz & Madman feat. Giorgia |
| 2024 | Plenilunio Lonewolf              | IT94 (1 Wo.)IT | Erstveröffentlichung: 23. Mai 2024                                                           |
| Folgende Lieder erschienen nicht als Single, wurden aber durch das Album zum Download und Streaming bereitgestellt und konnten somit eine Platzierung erlangen: |                                  | |                                                                                              |
| |                                  | |                                                                                              |
| 2013 | Haterproof 2 Kepler              | IT15 Gold · (2 Wo.)IT | Verkäufe: + 25.000; Gemitaiz & MadMan                                                        |
| 2013 | Sempre in giro Kepler            | IT92 Gold · (1 Wo.)IT | Verkäufe: + 25.000; Gemitaiz & MadMan feat. Guè Pequeno                                      |
| 2017 | Veleno 6 MM volume 2 Mixtape     | IT67 ×3Dreifachplatin · (23 Wo.)IT | Verkäufe: + 150.000; feat. Gemitaiz                                                          |
| 2018 | Hollywood Back Home              | IT30 Gold · (3 Wo.)IT | Verkäufe: + 25.000; feat. Gemitaiz                                                           |
| 2018 | Salsa Back Home                  | IT40 Gold · (2 Wo.)IT | Verkäufe: + 25.000                                                                           |
| 2018 | Successo Back Home               | IT48 (1 Wo.)IT |                                                                                              |
| 2018 | Extraterrestri Back Home         | IT50 (1 Wo.)IT | feat. Priestess                                                                              |
| 2018 | Ciò che fa per me Back Home      | IT53 (1 Wo.)IT | Back Home                                                                                    |
| 2018 | Storie Back Home                 | IT57 Gold · (1 Wo.)IT | Verkäufe: + 50.000                                                                           |
| 2018 | Niente proprio Back Home         | IT59 (1 Wo.)IT |                                                                                              |
| 2018 | Niente da dividere Back Home     | IT64 (1 Wo.)IT |                                                                                              |
| 2018 | Mickey Rourke Back Home          | IT66 (1 Wo.)IT |                                                                                              |
| 2019 | R8 MM volume 3                   | IT13 Gold · (2 Wo.)IT | Verkäufe: + 25.000                                                                           |
| 2019 | Mignolo MM volume 3              | IT15 (3 Wo.)IT | feat. Mostro                                                                                 |
| 2019 | Numeri MM volume 3               | IT20 (2 Wo.)IT |                                                                                              |
| 2019 | 24-lug MM volume 3               | IT25 (3 Wo.)IT |                                                                                              |
| 2019 | Ludivico MM volume 3             | IT32 (1 Wo.)IT |                                                                                              |
| 2019 | Beatrix Kiddo MM volume 3        | IT39 (1 Wo.)IT | feat. Vale Lambo                                                                             |
| 2019 | Queen rmx MM volume 3            | IT46 (1 Wo.)IT | feat. Geolier                                                                                |
| 2019 | A/R MM volume 3                  | IT53 (1 Wo.)IT |                                                                                              |
| 2019 | Fuori piove MM volume 3          | IT58 (1 Wo.)IT |                                                                                              |
| 2019 | Uova d’oro MM volume 3           | IT79 (1 Wo.)IT |                                                                                              |
| 2019 | Comodino MM volume 3             | IT80 (1 Wo.)IT |                                                                                              |
| 2019 | Perry Mason MM volume 3          | IT97 (1 Wo.)IT |                                                                                              |
| 2019 | Fuori E Dentro Scatola Nera      | IT2 Platin · (12 Wo.)IT | Verkäufe: + 70.000; mit Gemitaiz feat. Tha Supreme                                           |
| 2019 | Esagono Scatola Nera             | IT6 Gold · (5 Wo.)IT | Verkäufe: + 25.000; mit Gemitaiz feat. Salmo                                                 |
| 2019 | Karate Scatola Nera              | IT8 Gold · (5 Wo.)IT | Verkäufe: + 35.000; mit Gemitaiz feat. Mahmood                                               |
| 2019 | Fiori Scatola Nera               | IT9 Gold · (4 Wo.)IT | Verkäufe: + 35.000; mit Gemitaiz feat. Marracash & Guè Pequeno                               |
| 2019 | Come Me Scatola Nera             | IT12 (3 Wo.)IT | mit Gemitaiz                                                                                 |
| 2019 | Yes Scatola Nera                 | IT14 (2 Wo.)IT | mit Gemitaiz                                                                                 |
| 2019 | Che ore sono Scatola Nera        | IT18 (2 Wo.)IT | mit Gemitaiz feat. Venerus                                                                   |
| 2019 | Californication Scatola Nera     | IT20 (2 Wo.)IT | mit Gemitaiz                                                                                 |
| 2019 | Un’altra notte Scatola Nera      | IT24 (2 Wo.)IT | mit Gemitaiz feat. Priestess                                                                 |
| 2019 | Tutto ok Scatola Nera            | IT32 (2 Wo.)IT | mit Gemitaiz                                                                                 |
| 2020 | Rap City Vita Vera Mixtape       | IT25 (1 Wo.)IT | mit Tedua, Gemitaiz & Chris Nolan                                                            |
| 2021 | Chillin’ MM volume 4             | IT5 Gold · (3 Wo.)IT | Verkäufe: + 50.000                                                                           |
| 2021 | Veleno 8 MM volume 4             | IT10 Gold · (2 Wo.)IT | Verkäufe: + 50.000 feat. Gemitaiz                                                            |
| 2021 | Solo Per Me MM volume 4          | IT24 Gold · (2 Wo.)IT | Verkäufe: + 50.000 feat. Massimo Pericolo                                                    |
| 2021 | Jacuzzi MM volume 4              | IT37 (1 Wo.)IT |                                                                                              |
| 2021 | Like This Like That MM volume 4  | IT38 (1 Wo.)IT | feat. MV Killa & Yung Snapp                                                                  |
| 2021 | Defcon1 MM volume 4              | IT42 (1 Wo.)IT |                                                                                              |
| 2021 | La cosa MM volume 4              | IT43 (1 Wo.)IT |                                                                                              |
| 2021 | Vero o Falso MM volume 4         | IT49 (1 Wo.)IT | feat. Rafilù & Speranza                                                                      |
| 2021 | Hot Pot MM volume 4              | IT51 (1 Wo.)IT |                                                                                              |
| 2021 | Garda MM volume 4                | IT56 (1 Wo.)IT |                                                                                              |
| 2021 | Gaudí MM volume 4                | IT68 (1 Wo.)IT |                                                                                              |
| 2021 | Audi MM volume 4                 | IT75 (1 Wo.)IT | feat. Ivan                                                                                   |
| 2021 | Niente Di Nuovo MM volume 4      | IT84 (1 Wo.)IT |                                                                                              |
| 2021 | NSFCM MM volume 4                | IT88 (1 Wo.)IT |                                                                                              |
| 2021 | Alfredo’s MM volume 4            | IT96 (1 Wo.)IT | feat. Ill Nacho, Lil’Pin, Mattaman & Rik Rox                                                 |
| 2024 | Bruce Wayne Lonewolf             | IT84 (1 Wo.)IT | feat. Thasup                                                                                 |
| 2024 | Utopia Lonewolf                  | IT100 (1 Wo.)IT | feat. Gemitaiz                                                                               |

Weitere Singles
- 2012: Non cambio mai (mit Gemitaiz) – Gold (50.000+)[4]
- 2013: Instagrammo (Gemitaiz & MadMan feat. Coez) – Gold (25.000+)[4]
- 2013: Blue Sky (Gemitaiz & MadMan) – ×2Doppelplatin  (200.000+)[4]
- 2015: Doppelganger – Gold (25.000+)[4]
- 2015: Ramadan – Gold (25.000+)[4]
- 2016: Bolla papale freestyle – Platin (50.000+)[4]
- 2016: Intro (MM Vol. 2) – Gold (25.000+)[4]

### Gastbeiträge
| Jahr | Titel Album                                    | Höchstplatzierung, Gesamtwochen, AuszeichnungChartsChartplatzierungen (Jahr, Titel, Album, Platzierungen, Wochen, Auszeichnungen, Anmerkungen) | Anmerkungen                                                 |
| Jahr | Titel Album                                    | IT | Anmerkungen                                                 |
| --- | ---------------------------------------------- | --- | ----------------------------------------------------------- |
| 2013 | Albe nere Dadaismo                             | IT91 (1 Wo.)IT | Deleterio feat. Gemitaiz & MadMan                           |
| 2017 | 04:20 V                                        | IT69 Gold · (2 Wo.)IT | Ensi feat. Gemitaiz & MadMan Verkäufe: + 25.000             |
| 2018 | Brillo Bellaria                                | IT15 Gold · (3 Wo.)IT | Vegas Jones feat. MadMan & Gemitaiz Verkäufe: + 25.000      |
| Folgende Lieder erschienen nicht als Single, wurden aber durch das Album zum Download und Streaming bereitgestellt und konnten somit eine Platzierung erlangen: |                                                | |                                                             |
| |                                                | |                                                             |
| 2013 | Killer Game Midnite                            | IT70 Gold · (1 Wo.)IT | Salmo feat. Gemitaiz & MadMan Verkäufe: + 25.000            |
| 2018 | Holy Grail Davide                              | IT22 Gold · (3 Wo.)IT | Gemitaiz feat. MadMan Verkäufe: + 25.000                    |
| 2018 | OK Corral No Comment                           | IT30 (1 Wo.)IT | Nitro feat. MadMan                                          |
| 2018 | DAM 2 (Il ritorno) Paninaro 2.0                | IT67 Gold · (1 Wo.)IT | Il Pagante feat. MadMan Verkäufe: + 35.000                  |
| 2019 | Pers0na2 23 6451                               | IT18 Gold · (5 Wo.)IT | Tha Supreme feat. Gemitaiz & Madman Verkäufe: + 35.000      |
| 2020 | Greve BV3                                      | IT20 (3 Wo.)IT | Bloody Vinyl, Slait, Tha Supreme & Young Miles feat. Madman |
| 2020 | Foto Riot                                      | IT48 (1 Wo.)IT | Izi feat. Gemitaiz & Madman                                 |
| 2020 | Fair QVC9                                      | IT30 (1 Wo.)IT | Gemitaiz feat. Madman                                       |
| 2022 | Top Eclissi                                    | IT34 (1 Wo.)IT | Gemitaiz feat. Madman                                       |
| 2023 | Goal QVC 10 – Quello che vi consiglio, Vol. 10 | IT37 (1 Wo.)IT | Gemitaiz feat. Madman                                       |
| 2024 | Huracàn L’angelo del male                      | IT31 (1 Wo.)IT | Baby Gang feat. Gemitaiz & Madman                           |

Weitere Gastbeiträge
- 2016: Preso male (Gemitaiz feat. MadMan) – Platin (50.000+)[4]
- 2018: Fame (Nayt & 3D feat. MadMan) – Gold (25.000+)[4]

## Belege
1. ↑  MadMan, dai primi freestyle al tour in europa con Gemitaiz e Priestess: ecco chi è il rapper di ‘Trapano’. In: Rockol.it. 23. November 2017, abgerufen am 3. April 2018 (italienisch).
2. 1 2 3  Alben von MadMan. In: Italiancharts.com. Hung Medien, abgerufen am 3. April 2018.
3. ↑  Discographie Madman. In: hitparade.ch. Hung Medien, abgerufen am 2. Oktober 2019.
4. 1 2 3 4 5 6 7 8 9 10 11 12 13 14 15 16 17 18 19 20 21 22 23 24 25 26 27 28 29 30 31 32 33 34 35 36 37 38 39 40 41 42  Certificazioni, MadMan. FIMI, abgerufen am 15. Juli 2025 (italienisch).
5. 1 2  Archivio classifiche Top Singoli. FIMI, abgerufen am 15. Juli 2025 (italienisch).

| Personendaten    | Personendaten                                 |
| ---------------- | --------------------------------------------- |
| NAME             | Madman                                        |
| ALTERNATIVNAMEN  | MadMan; Botrugno, Pierfrancesco (Geburtsname) |
| KURZBESCHREIBUNG | italienischer Rapper                          |
| GEBURTSDATUM     | 25. Juli 1988                                 |
| GEBURTSORT       | Grottaglie, Provinz Tarent                    |